# Tandgniostr en Tandgrisnir

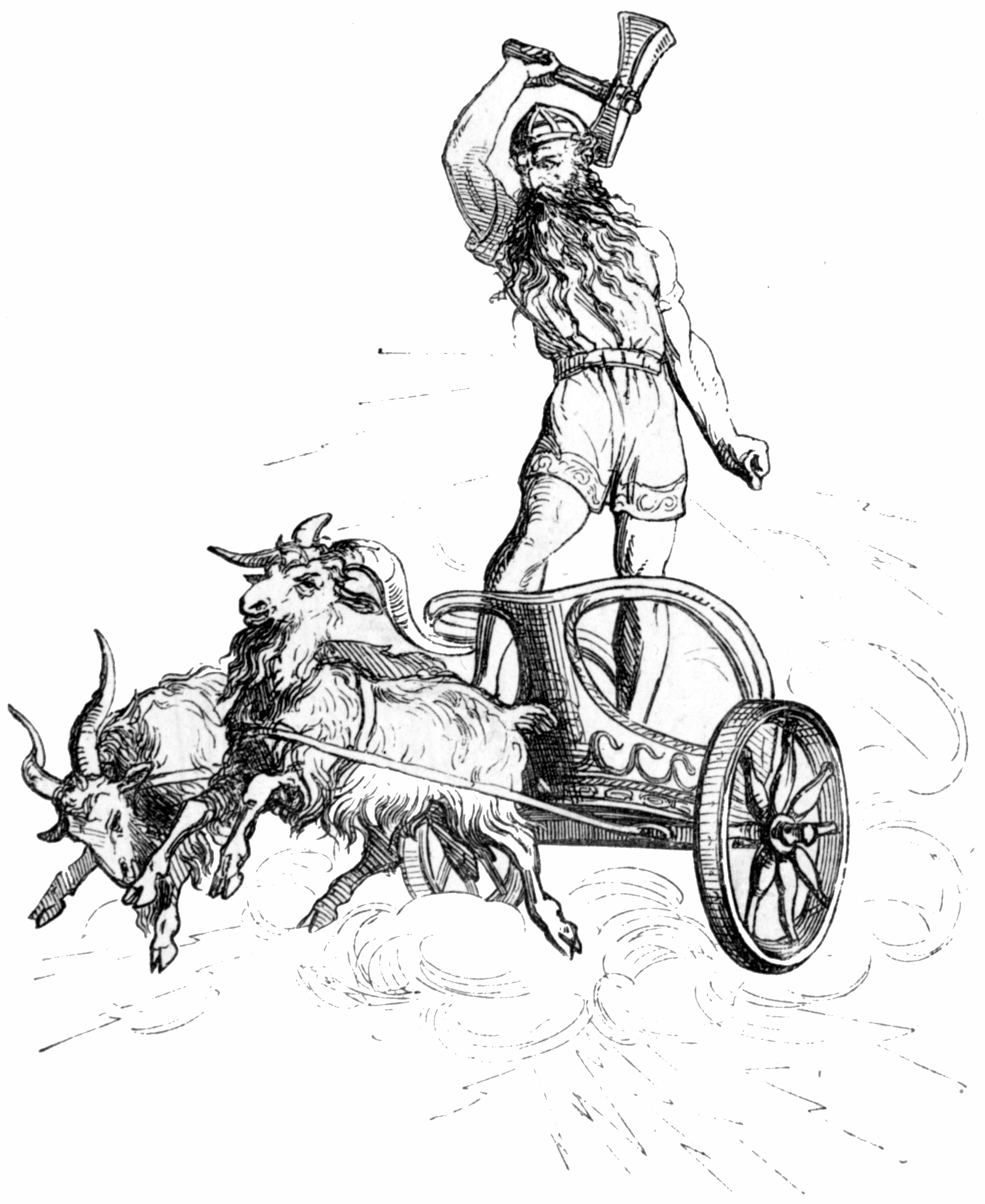
Thor (met Mjölnir) in de strijdwagen getrokken door Tandgniostr en Tandgrisnir, 1865

Tandgniostr en Tandgrisnir (tandenknarser en tandenvermaler, ook wel Tanngnjóstr en Tanngrisnir) zijn in de Noordse mythologie de twee geiten of bokken die de strijdwagen van Thor trekken.
Thor kan de geiten opeten en legt de botten dan weer in hun vel. Met Mjölnir brengt hij de magische dieren de volgende ochtend weer tot leven, zodat ze de strijdwagen weer kunnen trekken.
In Thor en Loki in Jotunheim worden de geiten geslacht door Thor. Hij brengt ze de volgende dag weer tot leven, maar een van de geiten blijkt verlamd te zijn. Door een list van Loki heeft Thialfi het merg uit een bot gezogen. De boer geeft zijn kinderen Thialfi en Röskwa dan als verzoening als dienaar aan Thor.
De geiten verschijnen ook in de Marvel Comics en het hierop gebaseerde Marvel Cinematic Universe, waarin de geiten het vervoersmiddel vormen van Thor, Korg, Jane Foster en Valkyrie in de film Thor: Love and Thunder uit 2022 van Taika Waititi.

## Afbeeldingen

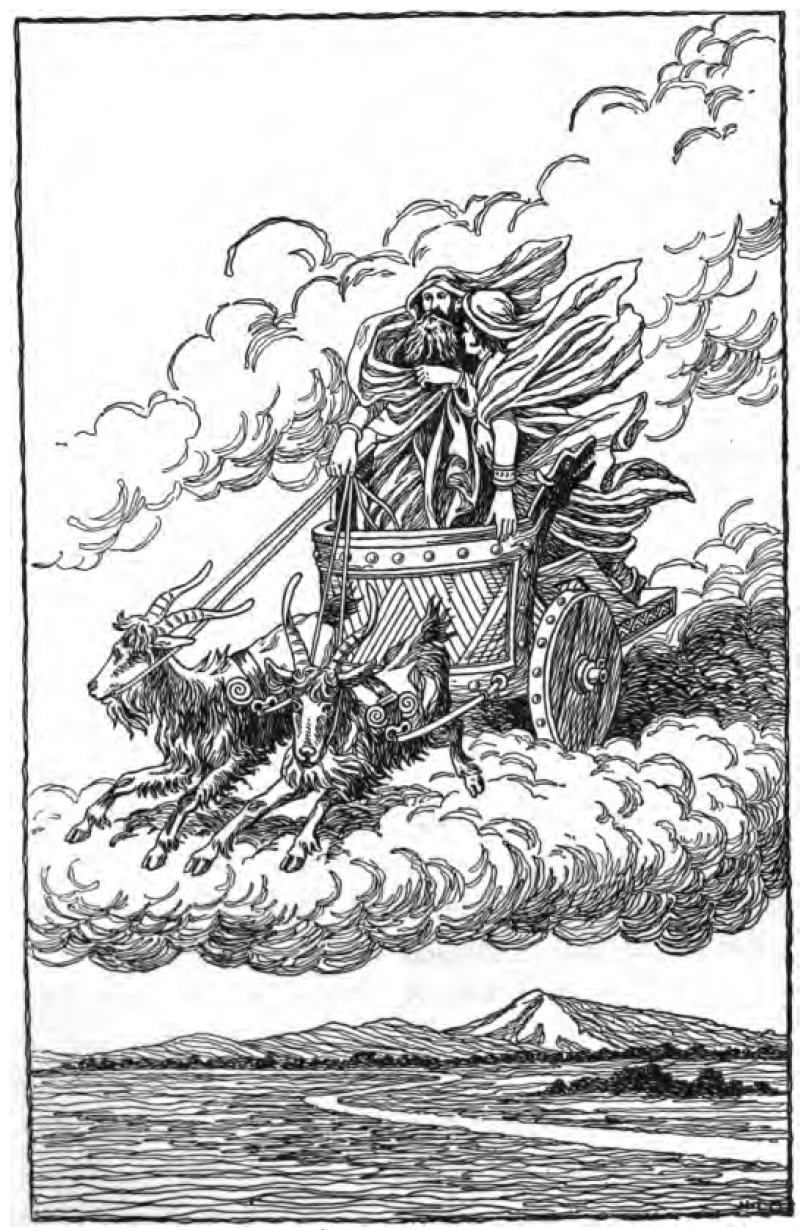
Thor en Loki in de strijdwagen, 1901
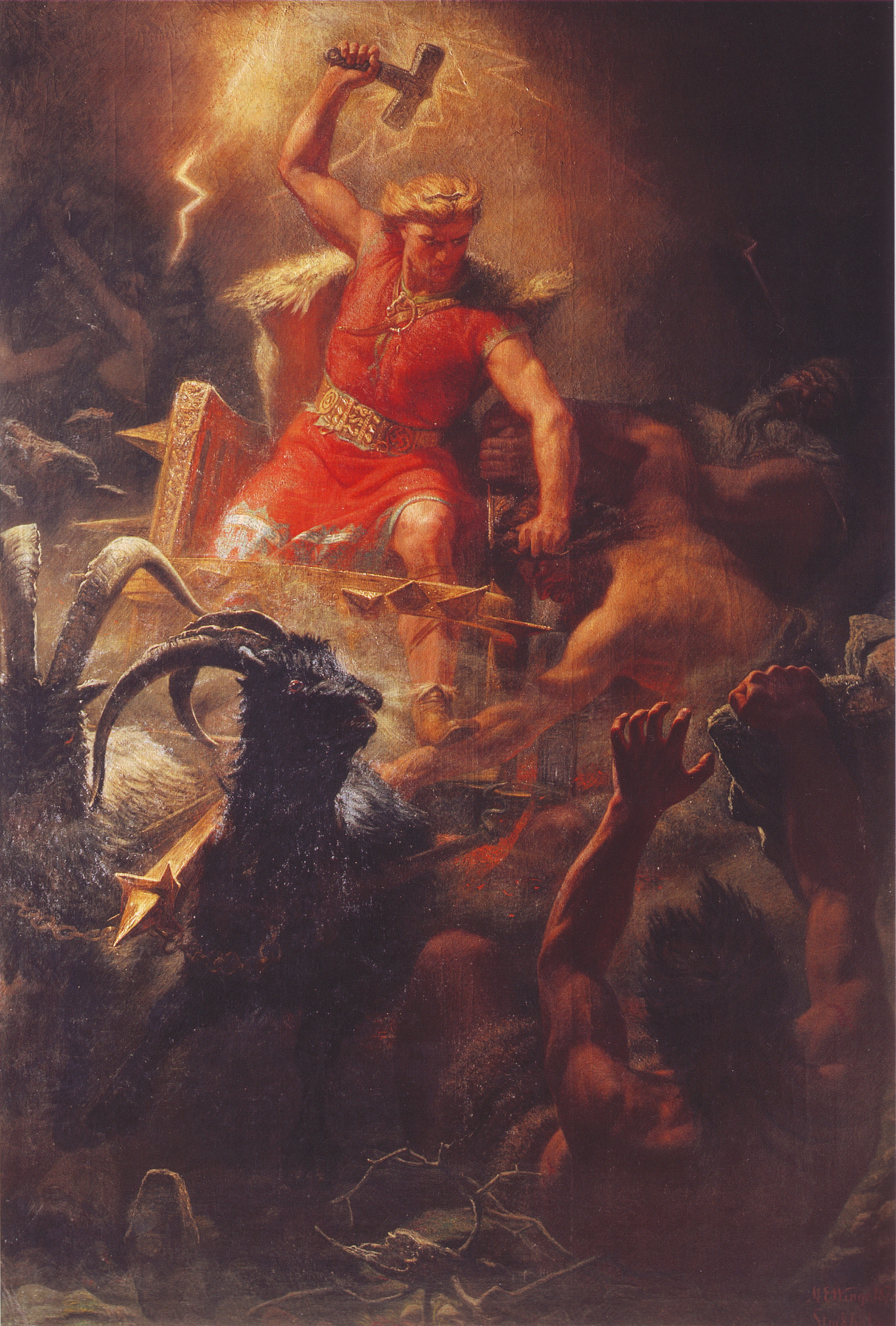
Thors strijd met Jättarna, 1872
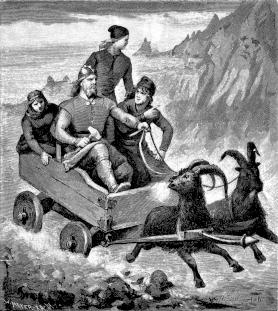
Afbeelding uit 1893
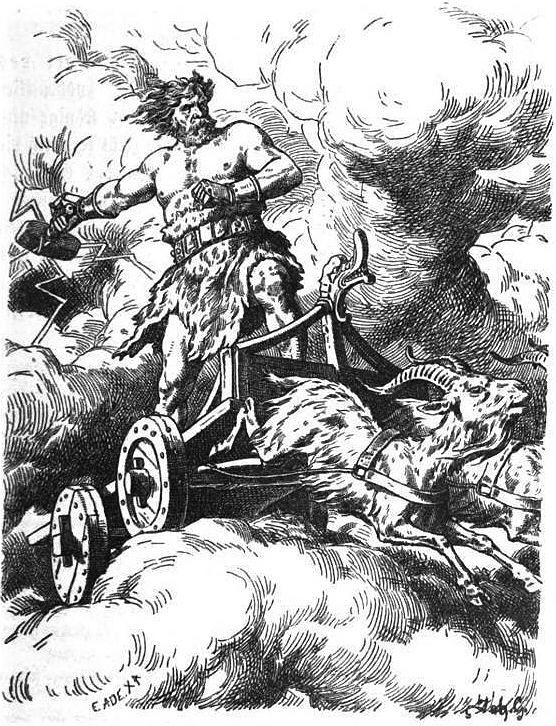
Thor, 1901
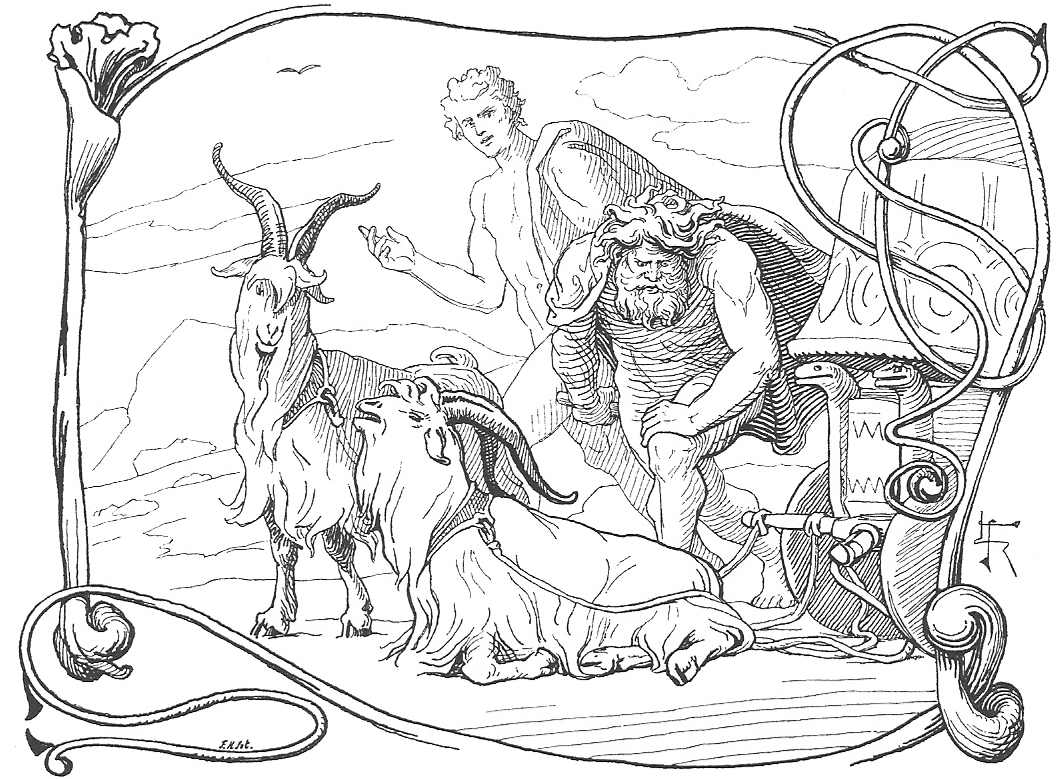
Een van de geiten kan niet opstaan, Den ældre Eddas Gudesange, Lorenz Frølich, 1895